# 撒共
撒共（英語：Zagan），是所羅門王72柱魔神中排第61位的魔神，率領33軍團的王與第一公民，別名「撒共姆」（Zagam）。
能夠將一般的金屬變成黃金和化水为酒，还能让笨蛋变聪明。是有狮鹫翼的牛，可变为人型。